# Рудольф Шредінгер
Рудольф Шредінгер (нім. Rudolf Schrödinger або нім. Rudolf Schroedinger, 27 січня 1857–1919) — австрійський ботанік і підприємець, батько Ервіна Шредінгера (1887–1961).

## Біографія
Рудольф Шредінгер народився у Відні 27 січня 1857. Рудольф був процвітаючим власником фабрики з виробництва клейонки і лінолеуму. Він відрізнявся інтересом до науки і тривалий час обіймав посаду віце-президента Віденського ботаніко-зоологічного товариства. Його дружина, Георгіна Емілія Бренда, була дочкою хіміка Олександра Бауера, лекції якого Рудольф Шредінгер відвідував під час навчання в цісарсько-королівській Віденській вищій технічній школі (нім. k. k. Technischen Hochschule). У Рудольфа і Жоржини була єдина дитина Ервін Шредінгер, який згодом отримав Нобелівську премію з фізики в 1933 році. Обстановка в сім'ї і спілкування з високоосвіченими батьками сприяли формуванню різноманітних інтересів юного Ервіна. До одинадцяти років він отримував домашню освіту, а в 1898 році вступив до престижної Академічної гімназії(нім. Öffentliches Academisches Gymnasium).
Рудольф Шредінгер помер в 1919 році.

## Наукова діяльність
Рудольф Шредінгер спеціалізувався на насінних рослинах.